# Hällestadsåsen-Prästamöllan
Hällestadsåsen-Prästamöllan är ett naturreservat i Lunds kommun i Skåne län.
Området är naturskyddat sedan 1960 och är 6 hektar stort. Reservatet består den 10 meter höga rullstensåsen Prästmöllan på vilken det växer bok och några ekar.